# 葉達夫
葉達夫（英語：Manharsinh Laxmanbhai Yadav，1981年3月5日—），又譯雅達夫，印度外交官，現任印度台北協會會長。

## 經歷
葉達夫爲電腦工程師背景出身，擁有古吉拉特大學工程學士學位（計算機工程），具備英語、印地語和法語的工作知識。
2007年，葉達夫進入印度外事服務部。在新德里完成兩年的培訓後，2009年他被派駐印度常駐聯合國日內瓦辦事處代表團。在此期間，他還是聯合國祕書長互聯網治理改進專家組成員。2011年至2014年，他擔任印度駐布魯塞爾歐盟、比利時和盧森堡大使館二等祕書，負責與歐盟、比利時和盧森堡的政治關係。2014年至2016年，在新德里任國家安全委員會祕書處副祕書，負責處理影響國家安全的外交政策問題。2016年至2017年間，被派駐印度駐華盛頓大使館。2018年1月，被借調至總理府，且還延長任期，表現獲得肯定。他在2018年1月至2023年1月期間擔任總理府辦公室副司長級別官員，協助總理和其他高級官員處理與外交政策、國防和科技相關的問題，曾參與制定和實施各種影響深遠的科技政策，包括核子、太空、電信和資訊科技。
在擔任總理府辦公室主任期間，葉達夫負責與臺灣廠商接洽投資及半導體合作。2023年8月，葉達夫抵台擔任印度台北協會會長一職。